# Harold Tejada
Pour les articles homonymes, voir Tejada (homonymie).
Tejada  Canacue est un nom espagnol. Le premier nom de famille, en général paternel, est Tejada ; le second, en général maternel, souvent omis, est Canacue.
Harold Alfonso Tejada Canacue, né le 27 avril 1997 à Pitalito (Huila), est un coureur cycliste colombien. Il évolue au sein de l'équipe Astana Qazaqstan.

## Biographie
En août 2020, il se classe sixième du Mont Ventoux Dénivelé Challenges.
En octobre 2021, son contrat avec son équipe est prolongé de deux saisons.
Il subit une fracture de la clavicule droite lors de la sixième étape de Tirreno-Adriatico 2022.
En novembre 2023, Astana Qazaqstan annonce que le contrat de Tejada est prolongé d'une saison.

## Palmarès sur route

### Palmarès amateur
- 2013
  - 2e du championnat de Colombie du contre-la-montre cadets
  - 3e de la Vuelta del Futuro
- 2014
  - 3e étape de la Vuelta del Porvenir
- 2019
  -  Champion de Colombie sur route espoirs
  -  Champion de Colombie du contre-la-montre espoirs
  - 7e étape du Tour de l'Avenir

### Palmarès professionnel
- 2023
  - 3e du Tour de Turquie
  - 10e du Tour de Suisse
- 2024
  - 2e étape du Tour Colombia
- 2025
  - 8e de Paris-Nice
  - 9e du Tour des Émirats arabes unis

### Résultats sur les grands tours

#### Tour de France
4 participations
- 2020 : 45e
- 2023 : 34e
- 2024 : 74e
- 2025 : 44e

#### Tour d'Italie
2 participations
- 2021 : 36e
- 2022 : 56e

#### Tour d'Espagne
2 participations
- 2022 : 65e
- 2024 : 40e

### Classements mondiaux
| Année                                 | 2019 | 2020 | 2021  | 2022 | 2023 | 2024 |
| ------------------------------------- | ---- | ---- | ----- | ---- | ---- | ---- |
| Classement mondial                    | 567e | 507e | 1190e | 590e | 279e | 219e |
| UCI America Tour                      | 62e  | 35e  | 171e  | 53e  | 27e  | 26e  |
|                                       |      |      |       |      |      |      |
| Légende : nc = non classéSource : UCI |      |      |       |      |      |      |

## Palmarès sur piste

### Championnats panaméricains
- 2015
  -  Champion panaméricain de poursuite par équipes juniors (avec Wilmar Molina, Javier Ignacio Montoya et Julián Cardona)
  -  Médaillé d'argent de l'omnium juniors